# Mother Earth (single)
Mother Earth er den femte single-udgivelse fra det hollandske goth symfoniske band Within Temptation. Singlen blev først udgivet i en 5 track version i 2002, derefter som 3 track og til sidst som en 2 track i 2003.

## Sange

### 5 track versionen
1. Mother Earth (Radio Version) – 3:59
2. Bittersweet (Non-album Track) – 3:21
3. Ice Queen (Acoustic Version – Isabelle 3FM) – 3:49
4. Mother Earth (Live @ Tilburg – Week Van de Ned. PopMuziek 3FM) – 6:12
5. Our Farewell (Live @ Tilburg – Week Van de Ned. PopMuziek 3FM) – 7:57

### 3 track versionen
1. Mother Earth
2. Dark Wings
3. Our Farewell

### 2 track versionen
1. Mother Earth – Single Version
2. Mother Earth – Live at Lowlands

## Sange DVD-udgave
Singlen blev tillige udgivet i en version med andre sange samt en DVD. På denne single/DVD var indeholdt følgende:
1. Mother Earth (Single Version) – 4:02
2. Jane Doe (Unreleased Track) – 4:30
3. Ice Queen (Live Acoustic Version) – 3:47
4. Never-Ending Story (Live Acoustic Version) – 4:16
5. Mother Earth (Live At Lowlands) – 5:32

Andre versioner havde følgende indhold:
DVD 1:
- Mother earth video

DVD 2:
- '"Tour de france" (Live in concert)
- Mother earth
- Ice queen
- Restless
- Caged